# Norman Trescowthick
Norman Charles Trescowthick (ur. 18 lipca 1895, zm. marzec 1966) – as lotnictwa australijskiego Royal Australian Air Force z 7 potwierdzonymi  zwycięstwami w I wojnie światowej.
Norman Charles Trescowthicky urodził się w Clifton Hill, Wiktoria, w Australii.  Pochodził z rodziny szewców.
W październiku 1916 roku został przyjęty do  Armii Australijskiej bezpośrednio do Royal Flying Corps. Po ukończeniu kursu pilotażu i otrzymaniu licencji pilota 21 stycznia 1918 roku został przydzielony do No. 4 Squadron RAAF. Po przybyciu jednostki do Francji Trescowthicky został przydzielony do eskadry A „A Flight” dowodzonej przez Cobbyego.
Pierwsze zwycięstwo powietrzne odniósł 14 lipca 1918 roku w okolicach Laventie na samolocie Sopwith Camel o numerze seryjnym (D1927). 7 sierpnia 1918 roku doniósł podwójne zwycięstwo na południe od Armentières. Zestrzelił wówczas dwa niemieckie samoloty Pfalz D.III.
Po zakończeniu czynnej służby w armii australijskiej Norman Charles Trescowthick powrócił do Australii. Przeszedł do cywila w stopniu kapitana w dniu 6 maja 1919 roku. Powrócił do pracy zawodowej. W latach trzydziestych i czterdziestych XX wieku prowadził znana w Wiktorii firmę obuwniczą.